# پیتر کلارک (بازیکن فوتبال، زاده ۱۹۳۸)
پیتر کلارک (انگلیسی: Peter Clark؛ 22 January 1938 – ۲۰۰۸ (۶۹−۷۰ سال)) بازیکن فوتبال بود.
از باشگاه‌هایی که در آن بازی کرده‌است می‌توان به باشگاه فوتبال استوک‌پورت کانتی اشاره کرد.